# Aubria
Aubria  (лат.) — род бесхвостых земноводных семейства Pyxicephalidae. Включает два (возможно, три) вида. Все представители этого рода встречаются в Западной Африке.

## Этимология
Название рода Aubria дано в честь Шарля Эжена Обри-Лекомта, французского колониального администратора и натуралиста-любителя.

## Виды
Признанные виды:
- Aubria masako (Ohler & Kazadi, 1990)
- Aubria subsigillata (Duméril, 1856)typus

Статус A. occidentalis оспаривается; вслед за  Amphibian Species of the World здесь он рассматривается как синоним A. subsigillata.